# Fuhrmannsreuth
Fuhrmannsreuth ist ein Dorf auf der Gemarkung Brand im oberpfälzischen Landkreis Tirschenreuth.

## Geografie
Das Dorf liegt im Südwesten des Fichtelgebirges am nördlichen Fuß eines nahezu unbewaldeten Hügels und wird vom Mordbach durchflossen, der ein rechter Zufluss der Gregnitz ist. Fuhrmannsreuth ist ein Gemeindeteil von Brand und liegt eineinhalb Kilometer östlich vom Gemeindesitz.

## Geschichte
Das bayerische Urkataster zeigt Fuhrmannsreuth in den 1810er Jahren als eine aus zwei Dutzend Herdstellen bestehende Ortschaft, die aus vier Siedlungsteilen besteht. Seit dem Gemeindeedikt von 1818 gehört das Dorf zur politischen Gemeinde Brand, die aus sieben Orten besteht.
| Jahr          | 001875 | 001885 | 001900 | 001925 | 001950 | 001961 | 001970 | 001987 |
| Einwohnerzahl | 180    | 160    | 163    | 223    | 274    | 203    | 211    | 225    |

## Baudenkmäler

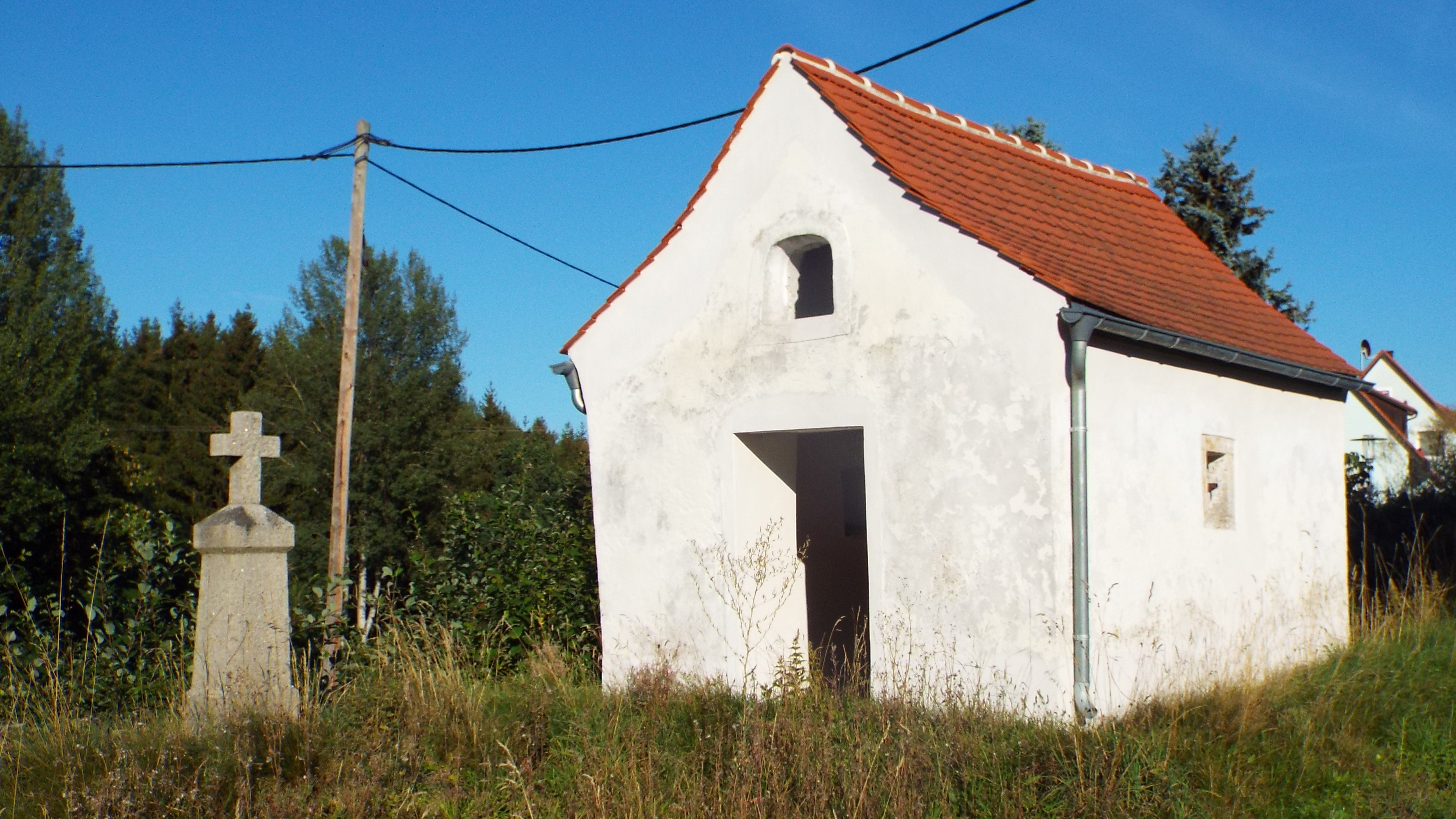
Die Kapelle am östlichen Ortsrand

Die am östlichen Ortsrand des Dorfes stehende Kapelle steht unter Denkmalschutz. Bei diesem Baudenkmal handelt es sich um einen verputzten Massivbau mit Satteldach, der wahrscheinlich aus der ersten Hälfte des 19. Jahrhunderts stammt.